# Hester Thrale

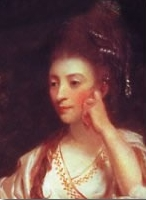
Hester Lynch Thrale por Sir Joshua Reynolds.

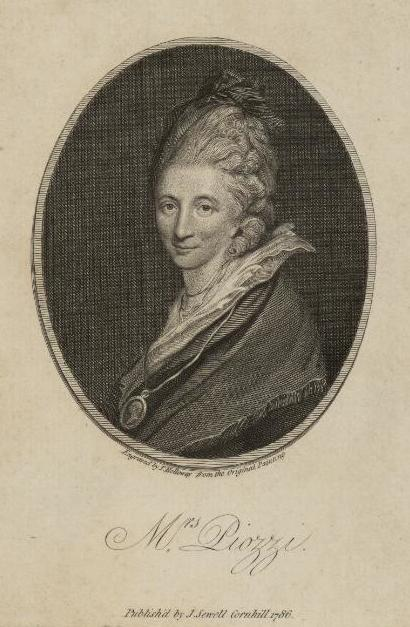
Portrait of Mrs. Piozzi (4671802)

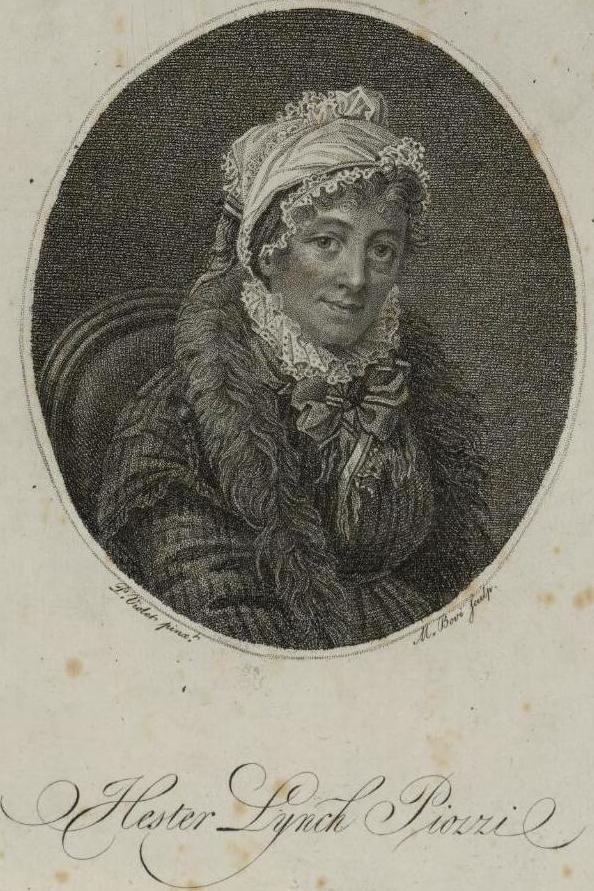
Portrait of Hester Lynch Piozzi (4671803)

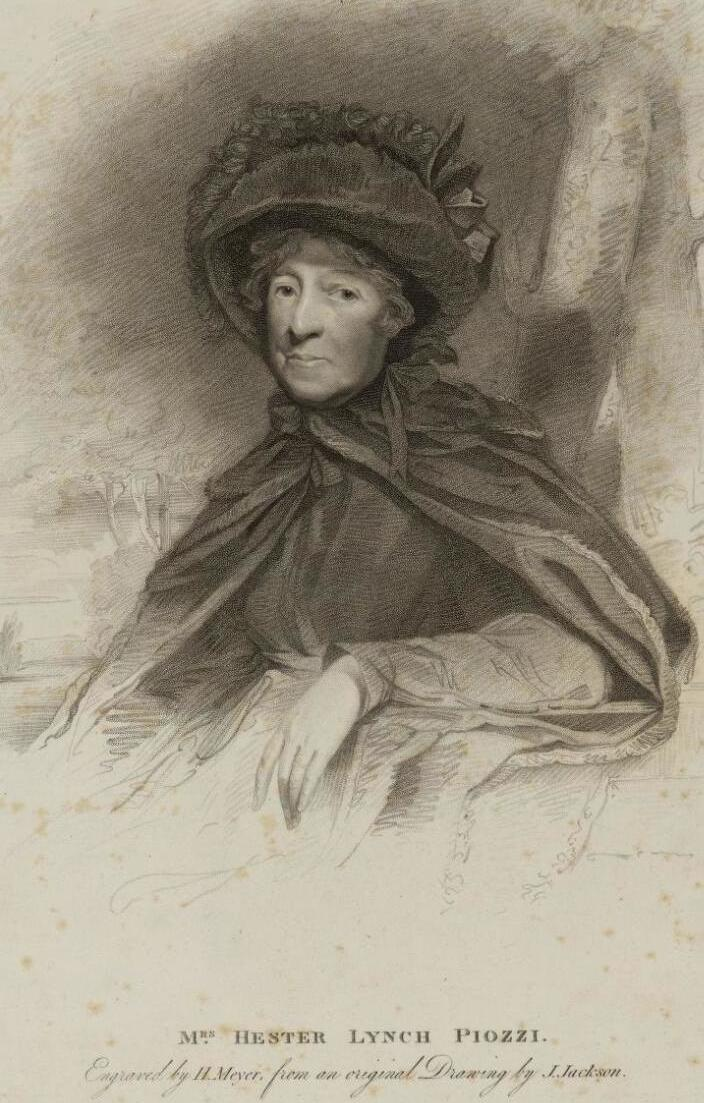
Portrait of Mrs. Hester Lynch Piozzi (4671804)

Hester Thrale, (Bodvel Hall, Caernarvonshire, Gales, 16 de enero de 1741 - Clifton, cerca de Bristol, 2 de mayo de 1821) fue una redactora galesa de un diario, viajera por Europa, escritora y protectora de artistas y escritores, como el escritor inglés Samuel Johnson, entre 1769 y 1784.

## Biografía
Su nombre de soltera fue Hester Lynch Salusbury, adoptando Hester Lynch Thrale tras su primer matrimonio en 1763, con Henry Thrale, (fallecido en 1781), un fabricante de cerveza con el que tuvo doce hijos. Más tarde adoptó el nombre de Hester Lynch Piozzi por su segundo matrimonio con un cantante de origen italiano, Gabriel Mario Piozzi, muerto en 1809.
Su salón literario fue frecuentado en Londres y en Gales por personajes de la política, las letras y las artes como el biógrafo de Johnson, el escocés James Boswell, el obispo de Dromore Thomas Percy, el poeta, novelista, ensayista y dramaturgo irlandés Oliver Goldsmith, la novelista inglesa y periodista Frances Burney, Madame D'Arblay o Georg Friedrich Händel.
Sus cartas suponen una valoración de literatos y pintores ingleses coetáneos.